# Bayshore
Bayshore is een plaats (census-designated place) in de Amerikaanse staat North Carolina, en valt bestuurlijk gezien onder New Hanover County.

## Demografie
Bij de volkstelling in 2000 werd het aantal inwoners vastgesteld op 2512.

## Geografie
Volgens het United States Census Bureau beslaat de plaats een oppervlakte van
9,6 km², waarvan 9,3 km² land en 0,3 km² water.

## Plaatsen in de nabije omgeving
De onderstaande figuur toont nabijgelegen plaatsen in een straal van 12 km rond Bayshore.